# Owenton (Kentucky)
Owenton es una ciudad ubicada en el condado de Owen en el estado estadounidense de Kentucky. En el Censo de 2010 tenía una población de 1327 habitantes y una densidad poblacional de 466,2 personas por km².

## Geografía
Owenton se encuentra ubicada en las coordenadas 38°32′0″N 84°50′33″O / 38.53333, -84.84250. Según la Oficina del Censo de los Estados Unidos, Owenton tiene una superficie total de 2.85 km², de la cual 2.84 km² corresponden a tierra firme y (0.36%) 0.01 km² es agua.

## Demografía
Según el censo de 2010, había 1327 personas residiendo en Owenton. La densidad de población era de 466,2 hab./km². De los 1327 habitantes, Owenton estaba compuesto por el 95.03% blancos, el 1.81% eran afroamericanos, el 0.15% eran amerindios, el 0.38% eran asiáticos, el 0% eran isleños del Pacífico, el 0.68% eran de otras razas y el 1.96% pertenecían a dos o más razas. Del total de la población, el 1.13% eran hispanos o latinos de cualquier raza.